# The Shoe People
The Shoe People è una serie animata britannica.

## Trama
In un negozio di scarpe, un calzolaio cerca di riparare tutte le scarpe che riceve, ma a volte non riesce a ripararle tutte. Non getta via queste scarpe; invece, le mette nella stanza sul retro del negozio. Questi si uniscono alle altre scarpe e stivali che non potevano sopportare di buttare via e quelli i cui proprietari non sono mai tornati per loro. Questa stanza ha un segreto. Ogni sera, quando il riparatore di scarpe chiude il negozio, si assicura che la porta della stanza sul retro sia chiusa. Questa porta non si chiude molto facilmente e quando lui la sbatte, succede la cosa più strana. Una grande nuvola di polvere dalla stanza riempie l'aria e quando si calma, le scarpe e gli stivali prendono vita, la parete posteriore scompare e appare Shoetown, dove vivono tutte le scarpe e gli stivali.

## Sigla
La sigla del cartone fu scritta e cantata da Justin Hayward dei Moody Blues.

## Trasmissione
Il cartone è stato trasmesso anche in Italia su TELE+1.

## Episodi
| Stagioni         | Episodi | Prima TV Regno Unito |
| ---------------- | ------- | -------------------- |
| Prima stagione   | 26      | 1987                 |
| Seconda stagione | 26      | 1992-1993            |